# Michael Obst (Ruderer)
Michael Obst (* 22. Juni 1944 in Leipzig) ist ein ehemaliger deutscher Ruderer. Er gewann 1960 in Rom olympisches Gold für die gesamtdeutsche Mannschaft.
Obst war Steuermann beim Ruderclub Germania Düsseldorf 1904. 1958 wurde er zusammen mit Gerd Cintl und Horst Effertz Deutscher Meister im Zweier mit Steuermann. 1959 stiegen die drei Ruderer in den Vierer mit Steuermann um. Das Boot von Germania Düsseldorf in der Besetzung Klaus Wegner, Gerd Cintl, Horst Effertz, Claus Heß mit Obst als Steuermann siegte sowohl bei den Deutschen Meisterschaften als auch bei den Europameisterschaften.
Für die Olympischen Spiele 1960 auf dem Albaner See wurde das Boot umgebildet. In der Besetzung Gerd Cintl, Horst Effertz, Klaus Riekemann, Jürgen Litz und Michael Obst gewann das Boot sowohl Vorlauf als auch Zwischenlauf mit der jeweils schnellsten Zeit. Auch im Finale konnte sich das Boot sicher gegen das französische Boot durchsetzen. 
Obst erhielt für seine sportlichen Leistungen zweimal das Silberne Lorbeerblatt. Zum ersten Mal wurde er am 23. August 1959 ausgezeichnet; ein weiteres Mal erhielt er es am 8. Oktober 1960.